# Ramo di mandorlo in fiore in un bicchiere
Ramo di mandorlo in fiore in un bicchiere è un dipinto a olio su tela (24x19 cm) realizzato nel 1888 dal pittore Vincent van Gogh. È conservato nel Van Gogh Museum di Amsterdam. La rappresentazione di superfici riflettenti, come l'acqua, è un elemento comune a molti pittori impressionisti. Vincent van Gogh infatti avendo molte caratteristiche in comune con questi ultimi viene da molti critici definito post-impressionista.